# Reed Creek
Reed Creek – jednostka osadnicza w Stanach Zjednoczonych, w stanie Georgia, w hrabstwie Hart.